# Стадион Доминго Бурхењо
Стадион Доминго Бурхењо (шп. Estadio Domingo Burgueño Miguel) је фудбалски стадион у граду Малдонадо, главном граду департмента Малдонадо у Уругвају. Стадион је саграђен 1994. године и прима 22.000 глрдалаца. Стадион је главни део спортског комплекса Малдонадо (Campus Municipal de Maldonado).
Од свих стадиона побољшаних за Копа Америку 1995, стадион Доминго Бурхењо је постао најуспешнија арена, овде је репрезентација Уругваја 1997-2000. одиграла две пријатељске утакмице и квалификациону утакмицу за Светско првенство 1998. У време реконструкције стадион је могао да прими 25 хиљада гледалаца. Сада је капацитет смањен на 20 хиљада. На Купу Америке забележена је изузетно слаба посећеност, укључујући само 700 гледалаца који су дошли на утакмицу групне фазе Мексико-Венецуела.
На стадиону игра клуб Депортиво Малдонадо, који је играо у првој лиги Уругваја у периоду 1999-2006.